# نايجل أوينز
نايجل أوينز (بالإنجليزية: Nigel Owens )‏ (و. 1971  م) هو حكم اتحاد الرغبي ‏ من المملكة المتحدة، وويلز.

## جوائز
حصل على جوائز منها:
- رتبة الإمبراطورية البريطانية

## روابط خارجية
- نايجل أوينز عل موقع إسبنسكروم (الإنجليزية)